# Поплаве у Републици Српској 2014.
Поплаве у Републици Српској (од 14./15. маја до 20. маја 2014., обнова почела 21. маја) су проузроковане обилним падавинама. Током 15. маја, поплаве су почеле да захватају градове око Босне и Дрине. 16. маја, поплаве су почеле захватати и главни град Републике Српске. Највише су страдали Добој, Шамац, Бијељина, Челинац, Бања Лука, Србац, Пелагићево, Брчко, Модрича, Србац, Шековићи. Влада Републике Српске је 17. маја прогласила ванредно стање на територији цијеле РС. 
Током 16. маја, председник Републике Српске је тражио помоћ држава. Прва држава која се одазвала овом позиву је Израел. Такође су се одазвале и државе бивше СФРЈ. 17. маја се стање почело нормализовати у већини општина, а ријеке су се почеле враћати у своја корита. До краја 17. маја ванредно стање је проглашено у око 20 општина РС. 18. маја се у Бањалуци стање потпуно смирило. Организована је акција чишћења објеката у Бањалуци уз помоћ волонтера, ЕКО-БЕЛ-а и Чистоћа а.д. Бања Лука. 
Помоћ при евакуацији помажу припадници ватрогасних јединица, војска, волонтери и Цивилна заштита.